# قائمة زملاء الجمعية الملكية المنتخبين في 1952
هذه الصفحة تعرض قائمة زملاء الجمعية الملكية المُنتخبين لعام 1952.None

## الزملاء
- Wallace Akers [الإنجليزية]‏
- Leonard Hawkes [الإنجليزية]‏
- Frank Stuart Spring [الإنجليزية]‏
- Thomas Stanley Westoll [الإنجليزية]‏
- John Hubert Craigie [الإنجليزية]‏
- Donald Devereux Woods [الإنجليزية]‏
- Robert Russell Race [الإنجليزية]‏
- Edward Bridges, 1st Baron Bridges [الإنجليزية]‏
- Samuel Tolansky [الإنجليزية]‏